# Srakovlje
Srakovlje este o localitate din comuna Kranj, Slovenia, cu o populație de 88 de locuitori.